# Grigore Manolescu
Grigore Manolescu (n. 29 martie 1857, București, România - d.14 iulie 1892) a fost un actor român, unul din star-urile teatrului românesc de la sfârșitul veacului al 19-lea, rămas celebru, între altele, pentru interpretarea rolului lui Hamlet. 

## Biografie
Născut la București într-o familie de boieri, descendent al familiei Bolintineanu, la vârsta de 14 ani a fost izgonit de tatăl său din casa părintească, după ce a hotărât să aleagă, împotriva voinței părinților, cariera actoricească.
 
Ca elev al lui Ștefan Vellescu la Conservatorul de muzică și declamație din București, a jucat de la 16 ani alături de Matei Millo.
Debutul pe scenă l-a făcut în comedia „Poetul romantic” pe scena Sălii Dacia, în fostul Han al lui Manuc.
 
După absolvire, a activat pe scena teatrului din Iași, apoi în cadrul Societății dramatice din București. În 1880 a plecat la Paris, ca bursier, împreună cu partenera sa de scenă , Aristizza Romanescu. Acolo s-a perfecționat la profesorul Arsène Louis Delaunay și cu alte vedete ale Comediei Franceze, ca Jean Mounet-Sully, Sarah Bernhardt și Edmond Got.
 
Începând din 1880 a jucat la Teatrul național din București, unde în 1882 a luat locul lui Mihail Pascaly ca director de scenă

apoi din nou la Iași în 1888. În 1891 a plecat în primul turneu la Viena al trupei Teatrului Național din București, jucând Hamlet și Romeo și Julieta pe scena Karltheater-ului.
Originalitatea interpretării lui Manolescu, ajutată de un fizic avantajos
(vezi fotografia din 1884 Arhivat în 2 februarie 2011, la Wayback Machine.)
, se datora îmbinării trăirii interioare cu expresia și vorbirea scenică, studiului profund și scrupulos al textului. Manolescu a realizat o interpretare expresivă, sobră, convingătoare în rolurile variate din repertoriul clasic național și universal, dintre care: Despot, Ovidiu din piesele lui Vasile Alecsandri, Răzvan din „Răzvan și Vidra” de Bogdan Petriceicu-Hasdeu, Ion în „Năpasta” de Ion Luca Caragiale (în 1879 a jucat și în premiera comediei acestuia, „O noapte furtunoasă”),  în „Don Carlos” de Friedrich Schiller, în rolul lui Ruy Blas din piesa cu acelaș nume de Victor Hugo, rolul lui Richard din „Discipolul diavolului” de George Bernard Shaw, Romeo din „Romeo și Julieta” și Hamlet din piesa cu același nume de Shakespeare.
Jocul său în Hamlet a stabilit un prototip în tradiția teatrală românească. 

Manolescu însuși a tradus piesa din versiunea franceză a lui Montagui și Letourneur și a pus-o în scenă. Caragiale în cronica sa de după spectacol în 1881 în „Voința națională”, a apărat lipsa de manierisme a interpretării lui Grigore Manolescu în fața criticilor care preferau jocul  actorului italian oaspete Ernesto Rossi.

Relațiile dintre Manolescu și Caragiale s-au înrăutățit când, în 1888, acesta din urmă a preluat conducerea Teatrului Național și, agasat de opoziția celor trei vedete - Constantin Nottara, Aristizza Romanescu și Grigore Manolescu, care se împotriveau  schimbărilor pe care le proiectase, i-a concediat. Episodul aflării lui Caragiale la direcțiunea Teatrului Național nu a durat însă mai mult de un an de zile.

Grigore Manolescu s-a numărat printre apropiații și admiratorii poetului Mihai Eminescu și l-a vizitat pe acesta și în momentele grele ale spitalizării în clinica dr-ului Șuțu.
Îmbolnăvit el însuși de cancer la vârsta de numai 35 ani, Grigore Manolescu a plecat cu partenera sa, Aristizza Romanescu, la Paris, pentru a fi consultat și tratat de renumitul chirurg Jules-Emile Péan, la clinica acestuia din strada Ranelagh din Passy.
Grigore Manolescu a decedat la Paris la 14 iulie 1892, la o zi după ce a fost operat.
Corpul său neînsuflețit a fost transportat în România și înmormântat, la circa două săptămâni după moarte, în cimitirul Bellu din București.
A fost căsătorit cu actrița Anicuța Popescu.
Și sora sa, Anastasia Rudeanu, a fost actriță.

## Traduceri de piese
- Hamlet
- Din dramaturgia italiană:
  - Nerone, de Pietro Cossa

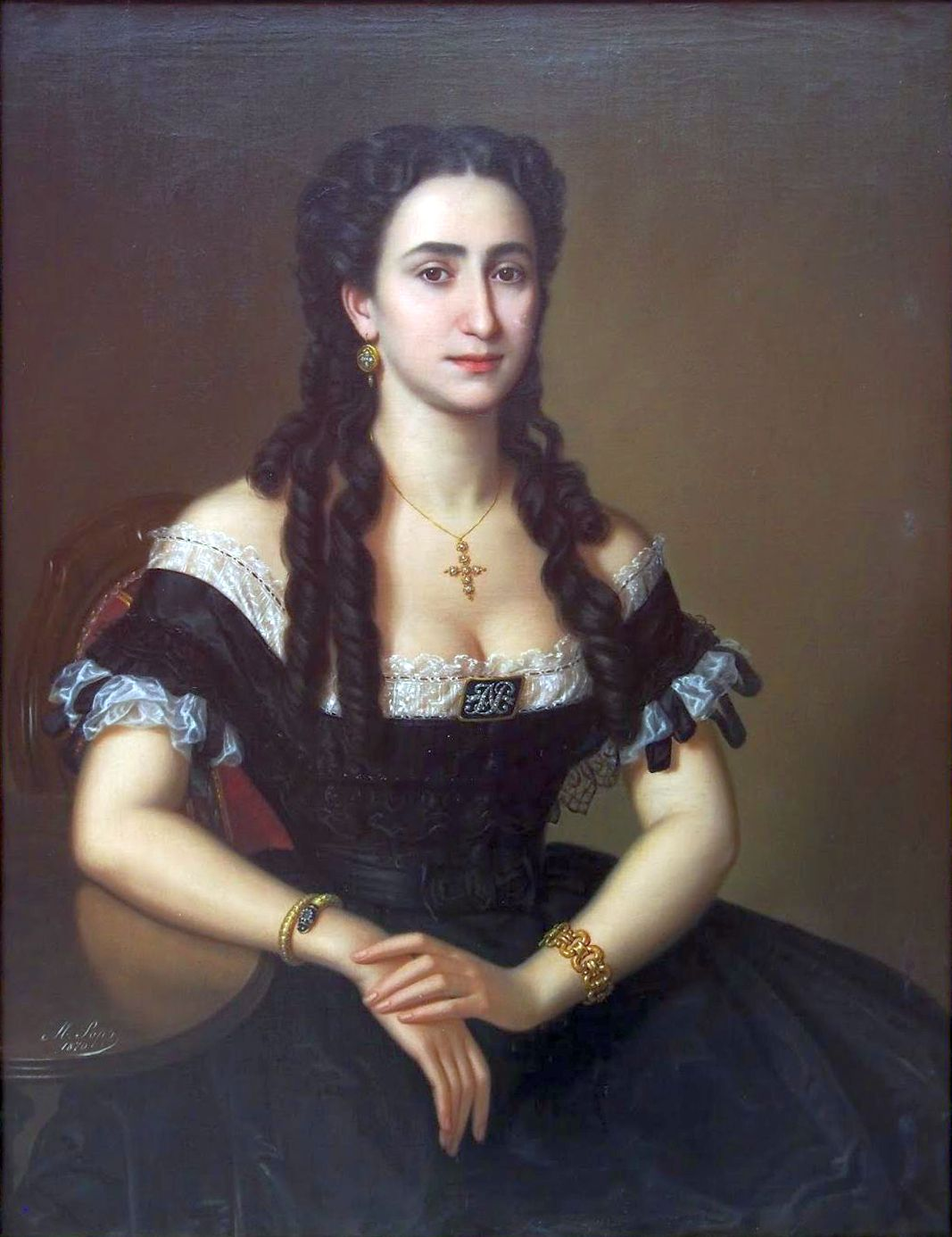
Anastasia Rudeanu
(portret de Mișu Popp)

  - Francesca da Rimini, de Silvio Pellico
- Din piesele lui Schiller, Molière ș.a.

## Adaptări
După opere ale lui Eugène Labiche, Emile Zola, Henri Mounier etc.